# Pangkalan Makmur
Pangkalan Makmur is een bestuurslaag in het regentschap Siak van de provincie Riau, Indonesië. Pangkalan Makmur telt 2100 inwoners (volkstelling 2010).